# Kissy Suzuki
Kissy Suzuki è un personaggio del romanzo di James Bond Si vive solo due volte, scritto da Ian Fleming nonché dell'omonimo film, dove è interpretata dall'attrice giapponese Mie Hama.

## Biografia del personaggio

### Romanzo
Nel romanzo di Fleming è la bond girl principale. È una pescatrice. Quando Bond, in seguito allo scontro con Ernst Stavro Blofeld, perde la memoria, Kissy, innamorata di lui, decide di tenerlo con sé, e lei rimane incinta. Bond questo lo scoprirà anni dopo, conoscendo proprio il figlio di Kissy, morta di cancro anni dopo la fine della loro relazione, avvenuta a causa di un lavaggio del cervello subito da Bond durante il suo soggiorno nell'Unione Sovietica.

### Film
Qui il nome di Kissy non viene mai rivelato durante il film, e nei titoli di coda è accreditata solo come Kissy. È una pescatrice ama, e il suo ruolo è decisamente ridotto: compare infatti dopo la metà del film. Infatti nella prima parte la bond girl è Aki, personaggio non presente nel libro, che muore per avvelenamento. Bond e Kissy hanno una parentesi romantica verso la fine, prima e dopo lo scontro con Ernst Stavro Blofeld.

## Curiosità
Mie Hama doveva interpretare Aki, e Akiko Wakabayashi doveva interpretare Kissy, ma visto che Wakabayashi aveva conoscenze più approfondite della lingua inglese, venne scelta per il ruolo, decisamente più vasto, di Aki, e Hama interpretò il Kissy, ruolo che venne ulteriormente ridimensionato.